# Aigremont (Gard)
Aigremont – miejscowość i gmina we Francji, w regionie Oksytania, w departamencie Gard.
Według danych na rok 1990 gminę zamieszkiwały 313 osoby, a gęstość zaludnienia wynosiła 25 osób/km² (wśród 1545 gmin Langwedocji-Roussillon Aigremont plasuje się na 618. miejscu pod względem liczby ludności, natomiast pod względem powierzchni na miejscu 629.).